# Karen Dotrice
Karen Dotrice (ur. 9 listopada 1955 w Guernsey) – brytyjska aktorka.
Pochodzi z aktorskiej rodziny. Rozpoczęła karierę rolą Jane Banks w filmie Mary Poppins (1964). W 2004 otrzymała nagrodę Disney Legend.